# Marcel Duchamp
Marcel Duchamp (Blainville-Crevon, 28 de julio de 1887-Neuilly-sur-Seine, 2 de octubre de 1968) fue un artista y ajedrecista francés. Especialmente conocido por su actividad artística, su obra ejerció una fuerte influencia en la evolución del dadaísmo. Al igual que el citado movimiento, abominó la sedimentación simbólica en las obras artísticas como consecuencia del paso del tiempo y exaltó el valor de lo coyuntural, lo fugaz y lo contemporáneo. Duchamp es uno de los principales valedores de la creación artística como resultado de un puro ejercicio de la voluntad, sin necesidad estricta de formación, preparación o talento.
Duchamp, que no pertenece a ninguna corriente artística precisa, tiene un estilo único. Rompiendo los códigos artísticos y estéticos entonces vigentes, es considerado como el precursor de algunos aspectos más radicales de la evolución del arte desde 1945.

## Biografía
Nació el 28 de julio de 1887 en Blainville-Crevon, un pequeño pueblo francés donde su padre, Eugène Duchamp, ejercía como notario y alcalde. Fue el tercero de seis hermanos. Sus dos hermanos mayores, que adoptaron más tarde los nombres de Raymond Duchamp-Villon y Jacques Villon, decidieron dedicarse al arte, quizás debido a la influencia de su abuelo materno, que tras ganar una fortuna considerable como agente marítimo se había retirado para dedicarse a sus principales aficiones, el grabado y la pintura, llegando a exponer algunas obras en la Exposición Universal de París (1878).
Como habían hecho sus hermanos mayores, a los que estaba muy unido, Marcel asistió a clases de dibujo en la escuela. Su hermano Gaston (Jacques Villon) había alcanzado cierta fama como pintor de carteles en París, en una época en la que descollaban Henri de Toulouse-Lautrec y Alfons Mucha, y Marcel, que admiraba a su hermano, trató de imitar su estilo en sus primeros dibujos.. En el verano de 1902, con catorce años, pintó sus primeros óleos, de influencia impresionista, en los que se muestran paisajes de Blainville. También realizaría varios dibujos con diferentes medios (acuarela, aguada, monotipo, lápiz) con un único tema: su hermana Suzanne, dos años menor que él, que también se dedicaría a la pintura. En 1904 abandonó el hogar paterno para marcharse al barrio parisino de Montmartre, donde vivió con su hermano Gaston. Marcel, al igual que sus hermanos, disponía de una asignación mensual que su padre le daba como adelanto de la herencia.

### Inicios artísticos en París

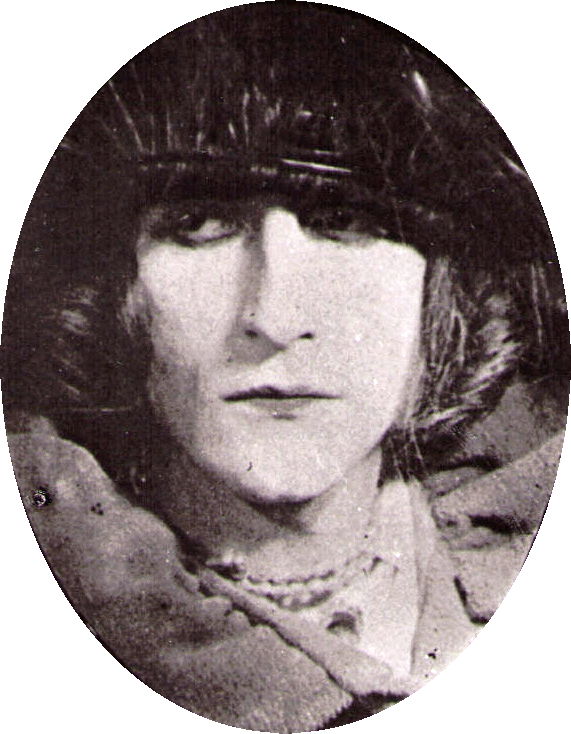
M. Duchamp como Rose Selavy.

En 1904, Montmartre llevaba más de cincuenta años albergando a la comunidad artística de París. Marcel se presentó al examen de la École des Beaux-Arts, que suspendió. Se matriculó en una escuela privada, la Académie Julian, que abandonó poco después por la vida en los cafés del barrio, donde, como era habitual en ese momento, llevaba un cuaderno en el que dibujaba escenas de la vida cotidiana. Tras su servicio militar en Eu, cerca de Ruan, volvió a París en 1906. Por aquel tiempo realizó dibujos humorísticos, una actividad que gozaba de prestigio en la época. En 1907 se seleccionaron cinco de sus dibujos en el primer Salon des Artistes Humoristes. En 1908 se eligieron, hoy en día desaparecidas, para el Salón d'Automne, una importante exposición anual. Marcel pintó durante los años siguientes con un estilo fauvista, del que Matisse era el abanderado. Aunque Duchamp, muchas veces contradictorio en sus afirmaciones, en ocasiones rechazó la influencia de Cézanne, en otras reconoció haber permanecido una larga temporada bajo su influjo, bajo el que probablemente pintaría Retrato del padre del artista, un retrato psicológico de su padre. Pintó más retratos por aquel tiempo, incluyendo uno de su amigo el doctor Dumochel en el que exageró algunos rasgos físicos. A este respecto, Duchamp comentó que fue un primer intento de dotar de humor a su obra. En 1910 pintó La partida de ajedrez, en la que aparecían sus dos hermanos jugando al ajedrez en un jardín con sus mujeres abstraídas en sus cavilaciones. Al exponer este cuadro junto a otros cuatro en el Salón d'Automne pasó a ser societaire, lo que suponía el derecho a exponer sin ser examinado previamente por un jurado.
Aunque sus primeras pinturas mostraban talento, produjo pocas obras en comparación a otros artistas. Fue ésta una época de titubeos y experimentación con varias tendencias.

### Etapa cubista
Era un tiempo de revoluciones artísticas: el collage de Picasso y Braque, el futurismo, las obras de Alfred Jarry, la poesía de Apollinaire y el arte abstracto de Vasily Kandinsky, Robert Delaunay y Piet Mondrian abrían al arte moderno. A partir de 1911 Duchamp empezó a innovar más seriamente. Según Tomkins, el cuadro que marca el inicio de esta etapa es Sonata. En la pintura, inspirada en el cubismo de su hermano Jacques Villon, aparecen sus tres hermanas interpretando una pieza musical y su madre, ajena. Tras experimentar con "un fovismo que no se basaba únicamente en distorsión" en El matorral, pintó Yvonne y Magdaleine desmenuzadas y Retrato (Dulcinea), en los que juega con los temas del movimiento y la transición, temas mayores en la obra de Duchamp. En esta época tuvo una relación con Jeanne Serre, según Gough-Cooper y Caumont la modelo de El matorral, con la que tuvo una hija, aunque Duchamp no lo sabría hasta mucho más adelante.
En aquella época quedó cazado por el cubismo en sus visitas a la Galerie Kahnweiler, donde había lienzos de Picasso y Braque. Como tanto Picasso como Braque rechazaron justificar el cubismo con teorías o manifiestos, el grupo de nuevos cubistas en el que se encontraban los hermanos Duchamp—con los que no se relacionaban Picasso ni Braque—comprendieron su fundamento intelectual mediante las explicaciones de Jean Metzinger. Este grupo se reunía en la casa de Villon en Puteaux los domingos por la tarde, de ahí recibió el nombre de grupo de Puteaux. Entre otros temas, en las discusiones del grupo que se hablaba de dos asuntos de importancia para Duchamp: la cuarta dimensión y el arte interpretado por la mente en lugar de por la retina (arte retiniano). Fruto de estas nuevas ideas, en 1911 acometió la tarea de representar la actividad mental de una partida de ajedrez, esfuerzo que desembocó en Retrato de jugadores de ajedrez. Aunque en su técnica no destaca sobre otras obras cubistas, sí lo hace el intento de dar énfasis a la actividad mental en detrimento de la imagen «retiniana».

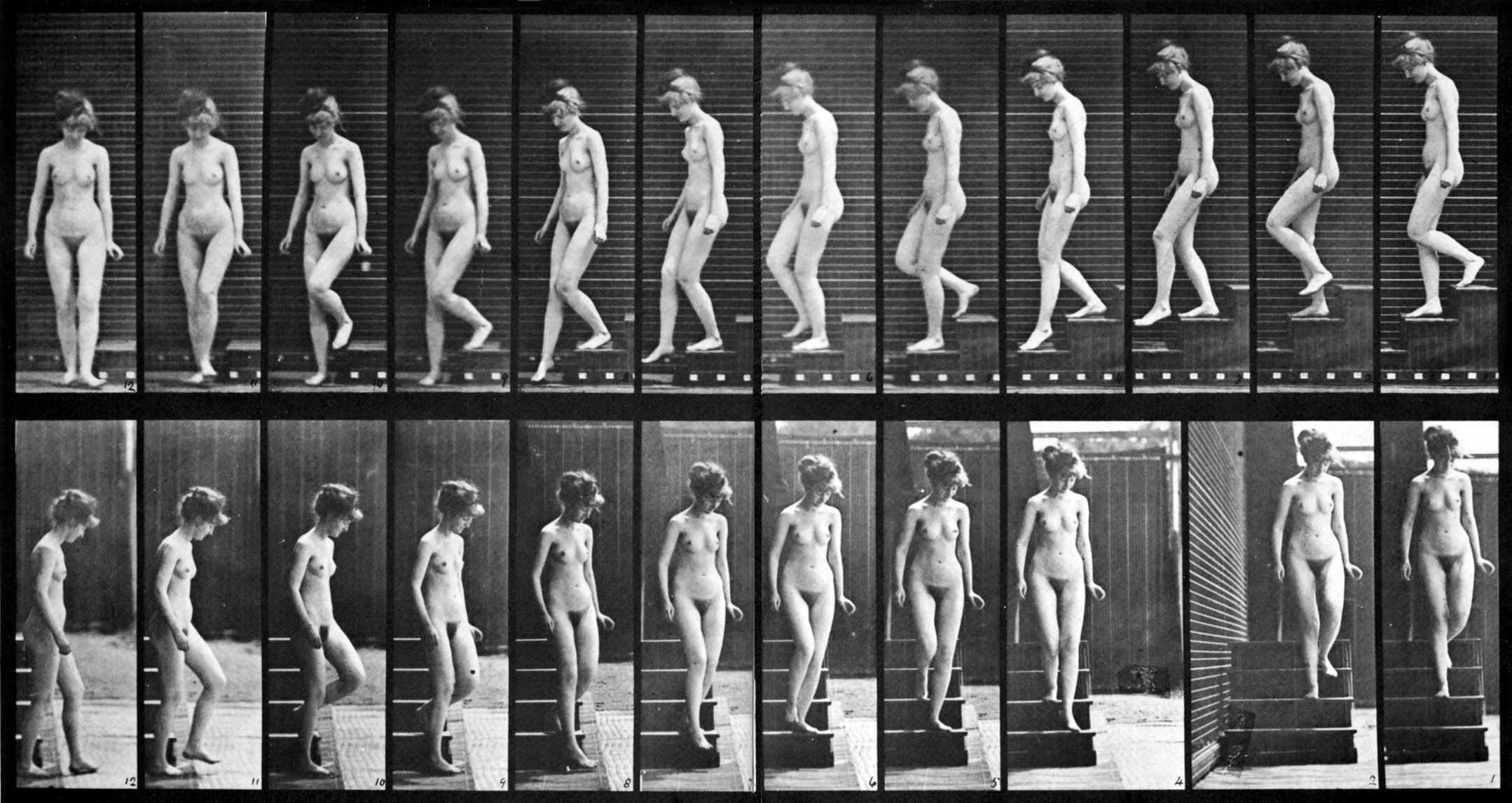
Aunque hay ciertas similitudes entre ambos Desnudos Duchamp aseguró no recordar haber visto este Desnudo bajando una escalera de Eadweard Muybridge.

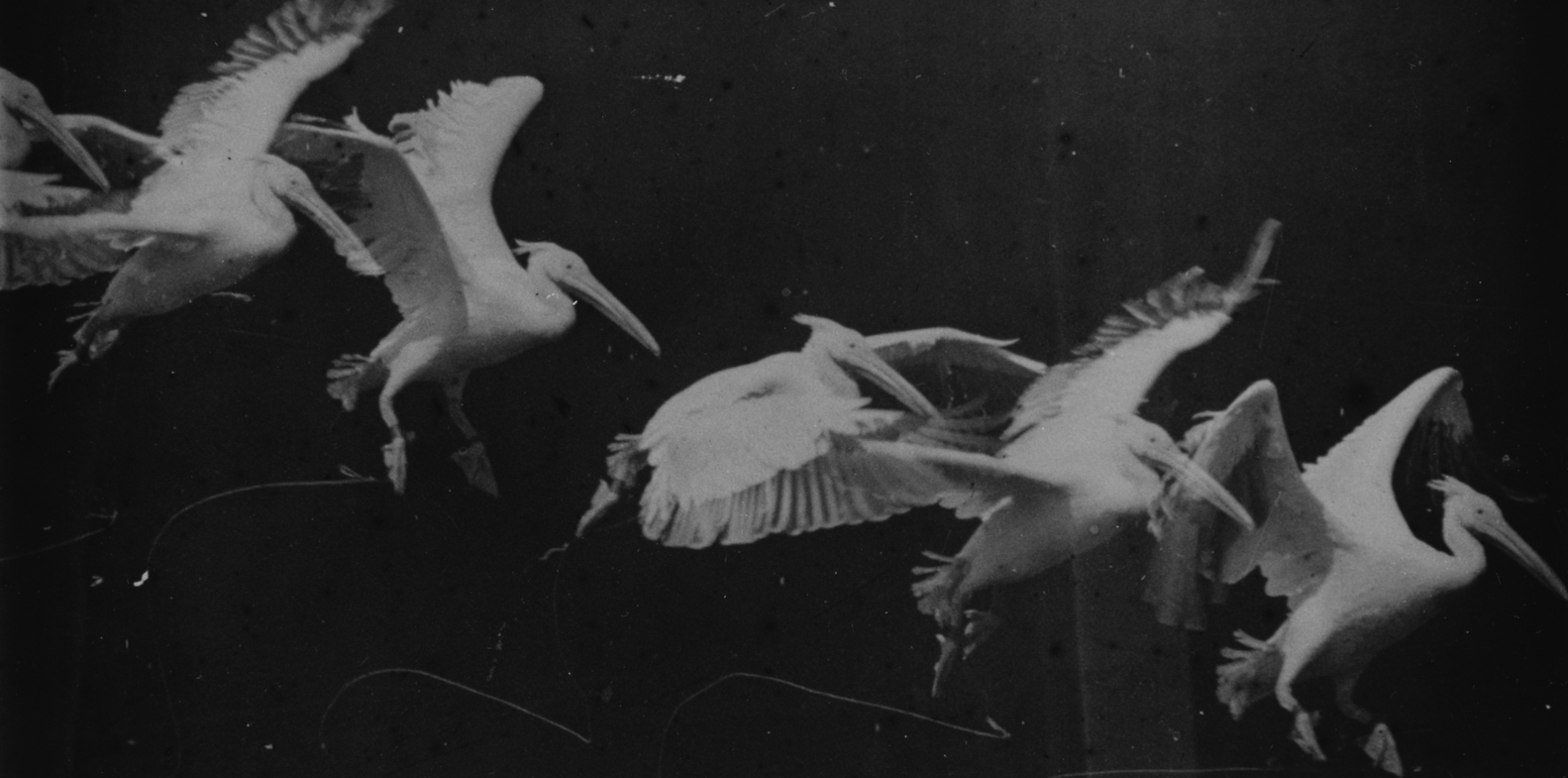
En cambio, sí reconoció la influencia de las fotografías de Étienne-Jules Marey, que trataban de capturar el movimiento mediante fotografías repetidas, como estas.

A partir de Retrato de jugadores de ajedrez, primera pintura innovadora, cada obra de Duchamp era distinta a las anteriores. Nunca se detuvo a explorar las posibilidades que abría una nueva obra, simplemente cambiaba a otra cosa. Por este tiempo dejó de frecuentar tanto a sus hermanos y pasó a estar en contacto solo con un grupo de amigos, en especial con Picabia. Entonces empieza a interesarse por la plasmación pictórica de la idea movimiento. El primer intento de esta línea es Joven triste en un tren, que Duchamp consideró un esbozo. Además de por la nueva línea que abre, esta obra es notable por ser la primera vez en la que Duchamp juega con las palabras en sus obras, pues según él eligió triste por su aliteración con train. La siguiente obra de Duchamp continuó esta senda. Se trata de Desnudo bajando una escalera, del que pintó dos versiones.
Desnudo, que empezó en diciembre de 1911, sorprendió en primer lugar por su título, que pintó en el mismo lienzo. El desnudo era un tema artístico con unas reglas fijas ya establecidas, que desde luego no incluían figuras bajando por escaleras. Duchamp mostró la idea de movimiento mediante imágenes superpuestas sucesivas, similares a las de la fotografía estroboscópica. Tanto la sensación de movimiento como el desnudo no se encuentran en la retina del espectador, sino en su cerebro. Aúna elementos del cubismo y futurismo, movimiento que atacaba al cubismo del grupo de Puteaux. El cuadro debía exhibirse en la exposición cubista del Salon des Indépendants, pero Albert Gleizes le pidió a sus hermanos que le dijeran que retirara voluntariamente el cuadro, o que le cambiase el título, que les parecía caricaturesco, a lo que estos accedieron. A propósito de este incidente, Duchamp recordaría más tarde:

(...) no repliqué. Dije muy bien, muy bien, cogí un taxi para la exposición, recuperé mi cuadro y me lo llevé. Fue un auténtico giro en mi vida. Me di cuenta de que, después de aquello, nunca más volverían a interesarme demasiado los grupos
Tomkins (1996, p. 95)

Sin embargo, si Desnudo bajando una escalera animó a Duchamp a seguir su propio camino sin adscribirse a teorías o grupos, fue otro cuadro pintado ese mismo año el que marcaría el camino que acabaría años más tarde en la realización de El gran vidrio (La marièe mise à nu pair ses célibataires): Molinillo de café, una pequeña pintura para la cocina de su hermano. Según el propio Duchamp, pintó una descripción del mecanismo, estructurada en dos partes, ideas presentes también en el vidrio, aunque en aquella época no fue consciente lo que suponía.

### Viaje a Múnich y vuelta a París

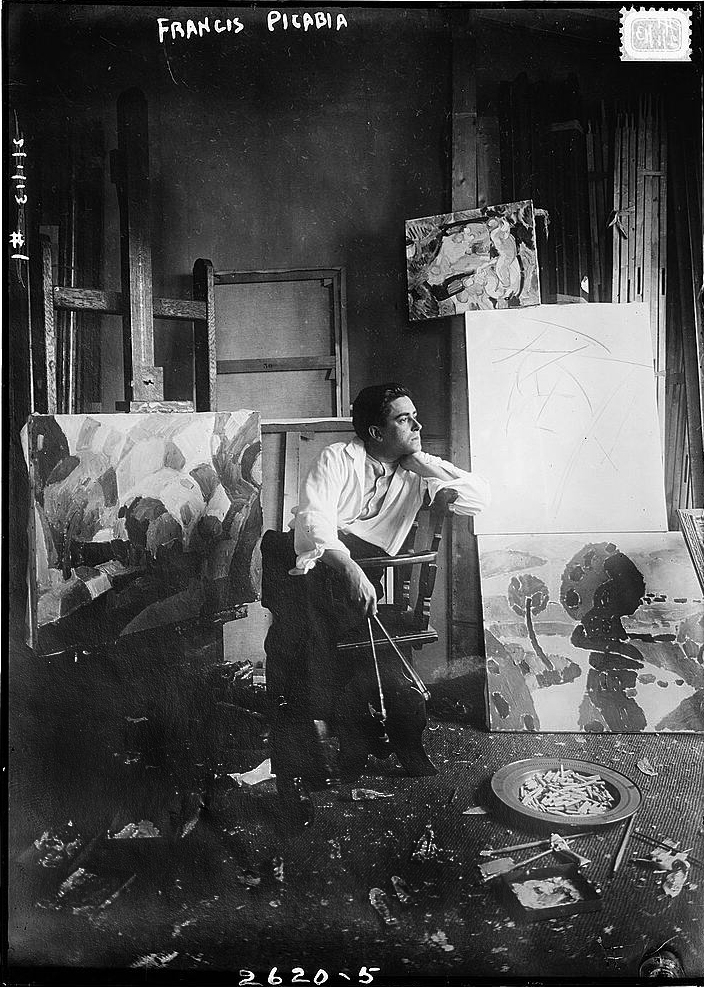
Picabia, amigo de Duchamp, en su estudio.

En aquellos años recibió, según Tomkins, la influencia de Jules Laforgue y Raymond Roussel. Del primero le atraían su humor cínico, el desapego de sus personajes y sus juegos verbales. Del segundo, su obra a base de juegos de palabras, transliteraciones y retruécanos. En ese sentido, consideraba preferible recibir la influencia de un escritor antes que la de otro pintor. Como más tarde reveló el propio Duchamp, le atrajo la «locura de lo inesperado» y el descubrimiento de una obra que parte únicamente de la imaginación del autor, pues para Roussel las obras no debían contener «nada salvo combinaciones de objetos totalmente imaginarios». Duchamp acudió junto a Francis Picabia a la representación de Impresiones de África, que le impresionó fuertemente. Una semana más tarde se encaminó solo a Múnich. Allí no realizó ningún intento de conocer a Kandinsky, y de hecho la cuestión de la abstracción pura le resultaba bastante indiferente, sino que se dedicó a trabajar. De esta época son los primeros bocetos del gran vidrio y aparece el tema de las vírgenes y su transición a novia, tema que trabajaría durante mucho tiempo. Empezó por los dibujos de la Virgen, después continuó con la pintura El tránsito de la virgen a la novia y culminó con Novia. Según algunos críticos, como Jerrold Seigel, los cuadros no versan sobre la iniciación sexual, sino sobre transición al estado justamente anterior, de inocencia expectante. En las dos últimas aparecen un artilugio que también figurará en el Gran vidrio y de hecho, según el propio Duchamp, Novia no era más que un ensayo para una obra de más importancia. En esta época estuvo enamorado de Gabrielle Buffet-Picabia, esposa de Picabia. Tras dos meses de trabajo visitó Viena, Praga, Leipzig, Dresde y Berlín y sus museos antes de volver a París. En el viaje de vuelta escribió dos páginas de retrúecanos, fantasías y juegos de palabras que describen un cuadro que no llegaría a pintar. Este texto está considerado un precedente de las notas que más adelante incluiría en su Caja verde y del lenguaje del Gran vidrio. Según declararía más tarde, en esta época había abandonado el cubismo y la representación pictórica del movimiento, y se había hartado de la pintura. Se embarcó en la creación de una obra diferente, de gran envergadura, para lo que buscó un empleo de bibliotecario que le ocupara pocas horas.

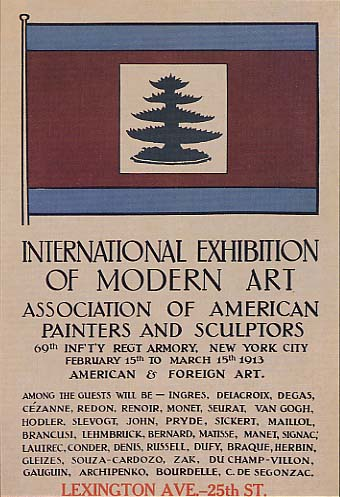
Cartel del Armory Show de 1913.

Sin embargo, la exposición de la Section d'Or, la exposición cubista más importante celebrada antes de la guerra, trastocó sus planes por completo. De Duchamp se expusieron seis obras, entre ellas Desnudo bajando una escalera. Nº 2. Las pinturas muniquesas no se exhibieron, pues las consideraba meros estudios. Su obra tuvo poca repercusión en general, pero recibió elogios de Guillaume Apollinaire, que seguramente le prestó atención a causa de su amistad mutua con Picabia, y, lo que resultó más importante, atrajo vivamente el interés de Arthur B. Davies, Walter Pach y Walt Kuhn, que tenían proyectado organizar la Exposición Internacional de Arte Moderno que pasaría a la historia con el nombre de the Armory Show.
Después se fue a viajar por países

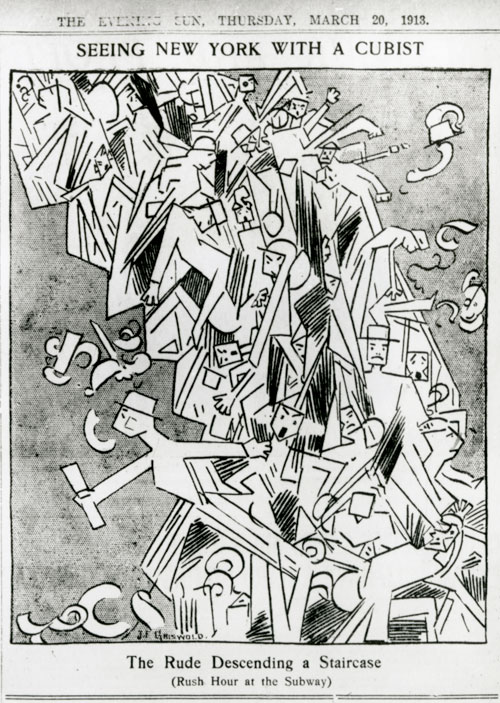
Caricatura The Rude Descending the Staircase (Rush Hour at the Subway) de J. F. Griswold que publicada el 20 de marzo de 1913 en la portada del Evening Sun.

El Armory Show puso en contacto al arte estadounidense con la vanguardia europea. Entre las pinturas, esculturas y obras decorativas expuestas el Desnudo bajando una escalera, nº2 de Duchamp provocó una gran reacción. Hubo colas de treinta y cuarenta minutos para ver el cuadro y el American Art News ofreció diez dólares al que diera la mejor explicación del cuadro. Aunque el arte moderno recibió burlas en la prensa, atrajo a un grupo no muy numeroso de coleccionistas. A los tres hermanos Duchamp les fue muy bien: Raymond vendió tres de cuatro esculturas expuestas, Jacques Villon sus nueve pinturas y Marcel vendió sus cuatro lienzos por un total de 972 dólares.
Duchamp pasó dos años realizando estudios para el Gran vidrio. El cambio en su obra fue total. Aunque antes de su viaje a Múnich había mostrado su desprecio por el arte retiniano, su arte seguía circunscrito en la tradición del arte occidental, tanto en materiales, pues siempre pintaba en óleo sobre lienzo, como en conceptos. Tras el viaje se aprecia como abandona el principio de la sensibilidad creadora y lo sustituye por el dibujo mecánico, la escritura, la ironía y el empleo del azar. Según Tomkins, no es casualidad que este cambio coincida con la mudanza de Duchamp a Neuilly, donde viviría alejado del círculo artístico de Montmartre. Allí se dedicó a trabajar en los preliminares de su nueva obra. Realizó dibujos preparatorios y escribió notas. En algún momento se le ocurrió que realizaría la obra sobre vidrio. De esta forma podría evitar la oxidación de los colores y también podría dejar zonas sin pintar, lo que elimina la necesidad de llenar todo el soporte. Había decidido que en su obra mostraría un movimiento psicológico, un tránsito, como había hecho ya en El tránsito de la virgen a la novia. En este tiempo estudió la perspectiva renacentista en detalle. Realizó un estudio en perspectiva del panel inferior (la machine célibataire o la máquina soltera). Pintó también un molinillo de café en perspectiva (Molinillo de chocolate (Nº 1)). Este trabajo en óleo sobre lienzo es un estudio del elemento central del panel inferior. Está pintado en un estilo muy diferente a sus obras anteriores, pues lo pintó con toda la precisión de la que fue capaz. Al recurrir al dibujo técnico, Duchamp intentaba eliminar la sensibilidad personal del artista al mecanizar el trazo. Más tarde consideró que aquel trabajo fue el auténtico principio del Gran vidrio. En sus notas preparatorias juega con la ironía y altera las leyes de la física y la química. Así, se habla de la oscilación de la densidad, la inversión de la fricción y la sexualidad como motor de dos tiempos en un coqueteo con la patafísica. Duchamp dijo que buscó acercarse a la ciencia, pero no por amor a la misma, sino para «desacreditarla ligeramente, de una manera leve, sin importancia». También se aprecia el gran interés de Duchamp por la cuarta dimensión y la geometría no euclidiana. Del grupo de Puteaux Duchamp fue el único que trabajó concienzudamente para comprender estos temas. De hecho, Gertrude Stein dice de Duchamp tras conocerle que «parece un joven inglés y habla con vehemencia acerca de la cuarta dimensión».
Tras eliminar el talento en la manufactura recurriendo al dibujo técnico, Duchamp atacó a la intención consciente recurriendo al azar. Se le ocurrió cortar tres hilos de un metro de longitud y dejarlos caer sobre tres lienzos. Calcó las líneas resultantes y reprodujo tres veces cada una sobre un lienzo. Al resultado lo tituló Red de zurcidos. Aunque otros artistas habían empleado el azar para escapar de sus condicionantes, Duchamp lo empleó de una forma nueva, pues consideraba que, dado que la suerte de cada uno es distinta, el resultado de su azar era una expresión de su subconsciente. En algún momento de 1913, cuando exploraba esta vía, creó lo que retrospectivamente consideró el primer ready-made: una rueda delantera de bicicleta dispuesta bocabajo sobre un taburete de cuatro patas (Rueda de bicicleta sobre un taburete). Duchamp dijo que había surgido como un divertimento, pues le resultaba agradable observar como desaparecían los radios al girar la rueda. Más adelante compró un portabotellas, artículo frecuente en los hogares franceses de la época, sin la intención de usarlo para llenarlo de botellas, sino como escultura ya hecha. En una nota de 1913, Duchamp anota la pregunta «¿Se pueden hacer obras que no sean de arte?».
También estuvo buscando el material con el que haría la en vidrio. Tras unos meses en los que estuvo probando a corroer el vidrio con ácido fluorhídrico, abandonó la idea porque le resultaba demasiado engorroso y peligroso, pues la reacción química emitía gases tóxicos. Entonces se le ocurrió utilizar hilo de alambre que pegaría al vidrio con gotas de barniz. El material era fácil de encontrar, maleable y muy cómodo. Con alambre sobre vidrio creó Trineo. Aunque Francia entró en la Primera Guerra Mundial el 3 de agosto de 1914 y sus dos hermanos fueron llamados al ejército poco después, la opinión general en Francia es que la guerra duraría menos de medio año. En estas circunstancias, Duchamp continuó trabajando en sus estudios para el Gran vidrio. Lo siguiente que abordó fue otra obra en alambre sobre vidrio, los Nueve moldes machos, recipientes tridimensionales que representan a los solteros. Aunque en principio eran ocho, finalmente les agregó un noveno, el jefe de estación. Para Duchamp el número tres representaba a la multitud. El tres y múltiplos de tres aparecen con frecuencia en su obra. Para los Pistones de corrientes de aire de la parte superior del vidrio Duchamp recurrió otra vez a la suerte: dejó una gasa cuadrada ante una ventana y la fotografió tres veces mientras el viento la sacudía suavemente. Las siluetas resultantes formarían los Pistones.

### Traslado a Nueva York
Walter Pach volvió a París en busca de obras para organizar más exposiciones en Nueva York sobre las vanguardias europeas. A raíz de esta visita, Duchamp y Pach se hicieron amigos. Muchos de los artistas afincados en la capital francesa habían sido llamados a filas. Duchamp fue eximido del ejército al detectarle un soplo reumático en el corazón. Aunque no exhibía su actitud escéptica con la guerra e impermeable al patriotismo, tuvo que aguantar los reproches de su cuñada y de los desconocidos que le increpaban por la calle por no estar en el frente. Así las cosas, escribió a Pach el 2 de abril de 1915 que estaba «totalmente decidido» a marcharse de Francia., y en una carta posterior aclaraba «No me voy a Nueva York, me marcho de París, que es muy distinto». El 15 de junio zarpó en el Rochambeau en dirección a Nueva York.
Ya en Nueva York se alojó inicialmente en la casa del matrimonio Arensberg. Walter Arensberg, hijo de un magnate del acero, había quedado muy impresionado por el Armory Show. Para cuando Duchamp llegó a su apartamento, Arensberg atesoraba obras de Brancusi, Picasso, Braque, Matisse y los cubistas de Puteaux. Se ganó la vida y aprendió inglés dando clases de francés a amigos de Pach y Arensberg, entre los que se encontraba John Quinn, con quien trabó amistad. Tras dos meses en Nueva York, los medios de comunicación descubrieron que se encontraba allí y se convirtió en objetivo de los entrevistadores. Este les correspondía con ideas y opiniones originales. Sin embargo, ni habló de su obra ni se dedicó a pintar. En septiembre se marchó del apartamento de los Arensberg. Tres meses más tarde se volvió a mudar. El alquiler de su nuevo apartamento le obligó a buscar trabajo además de las clases, así que por medio de Pach consiguió un empleo en el Instituto Francés.
Poco después de irse a vivir a su nuevo apartamento compró dos hojas de vidrio que serían el soporte del Gran vidrio, en el que trabajaba dos horas al día, aunque no todos los días. En invierno compartió piso con Jean Crotti, que hizo una pieza de metal sobre vidrio que retrataba a Duchamp: Retrato de Marcel Duchamp, que adquirió Arensberg y que más tarde desapareció. Fue en aquella época cuando Duchamp compró una pala quitanieves, la colgó del techo mediante un cable, la tituló In Advance of the Broken Arm y la firmó. Era un objeto elegido a través de la «indiferencia visual y, al mismo tiempo, de la total ausencia de buen o mal gusto» Es el primer auténtico ready-made: una obra creada por la elección del artista, no por su habilidad. Poco después escribió a su hermana Suzanne para que convirtiese al portabotellas en un ready-made en la distancia. Para hacer esto, solo tenía que escribir una inscripción en él. Sin embargo, Suzanne ya había tirado el portabotellas y la rueda de bicicleta. De todas formas, la idea de ready-made había nacido. Duchamp diría mucho más adelante «No estoy seguro en absoluto de que el concepto de ready-made no sea la idea más importante que haya producido mi obra».

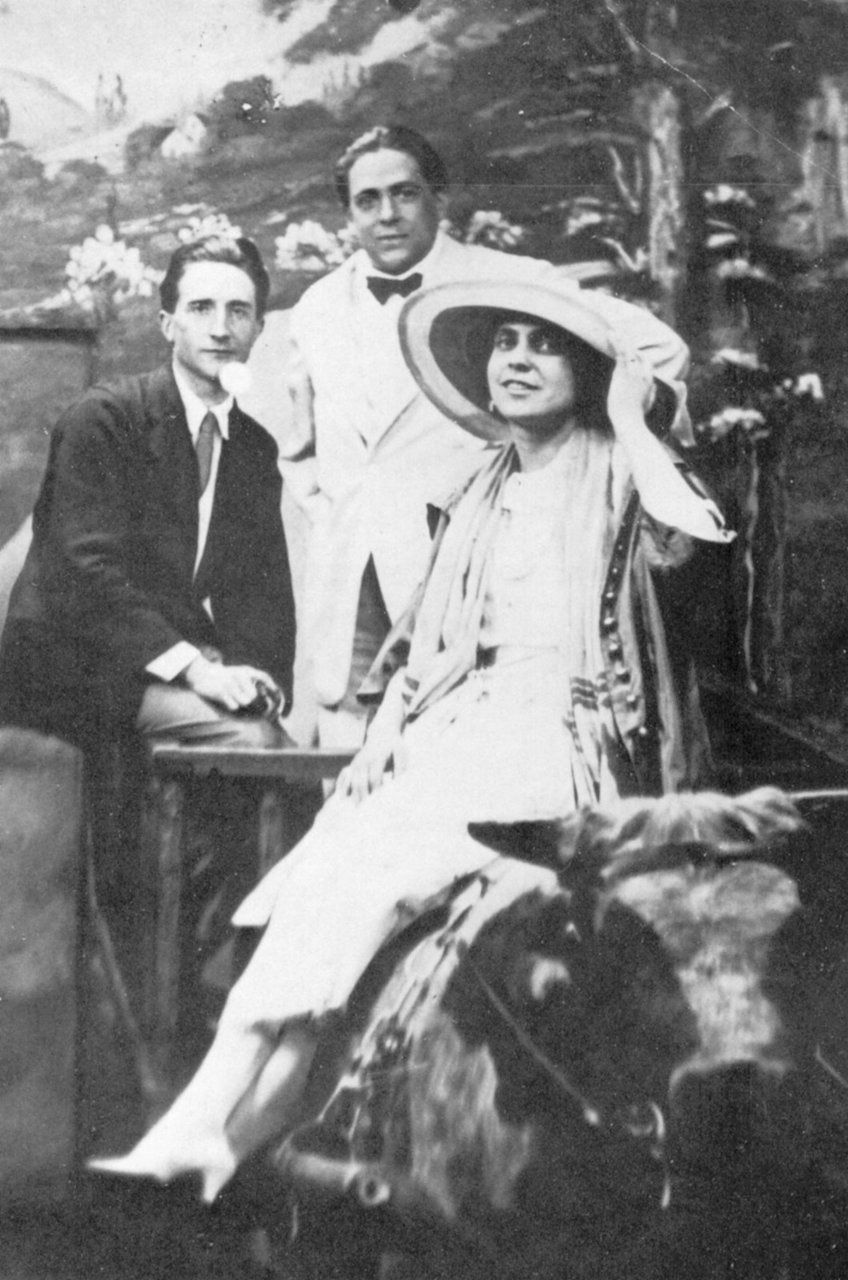
Marcel Duchamp, Francis Picabia y Beatrice Wood en Nueva York, 1917.

En aquella época se convirtió en el centro de atracción del grupo de Arensberg por su ingenio. Bebía bastante, en palabras de Albert Gleizes, y según Gabrielle Picabia, «todas sus alumnas caían en sus brazos», pues «había adquirido bastante experiencia y sabía como comportarse en cualquier situación». En su círculo íntimo se encontraban Picabia, el fotógrafo Man Ray y Henri-Pierre Roché, con los que compartiría una larga amistad. Por otra parte, en esta época Duchamp jugaba todas las noches al ajedrez en casa de Arensberg, que había formado parte del equipo de Harvard.
Además de en el círculo de Arensberg, Duchamp se movía también en el de Alfred Stieglitz, que editaba la revista 291, donde Duchamp colaboró escribiendo poesía abstracta en francés. También trató a Beatrice Wood. La chica, de 22 años, dijo en su encuentro que le parecía que el arte moderno podía hacerlo cualquiera, a lo que Duchamp contestó que por qué no lo intentaba. Cuando Wood le mostró su dibujo, Duchamp le dijo que intentaría que su amigo Allen Norton lo publicase en Rogue y le ofreció pintar en su estudio. Wood escribió de esta época «Salvo por el acto físico, éramos amantes». Más adelante Wood se enamoró de Roché, quien escribió una obra, Victor, que dejó inacabada y que según Tomkins está inspirada en este triángulo amoroso. Sin embargo, según su propio testimonio, no se acostó con él hasta 1917.

### La Sociedad de Artistas Independientes y laFuentede R. Mutt
A partir de principios de 1917 los artistas del círculo de Arensberg fundaron la Sociedad de Artistas Independientes, a imitación del Salon des Indépendants con la intención de organizar exposiciones sin premio ni jurado. En dos semanas llegaron a los seiscientos miembros. Duchamp fue nombrado responsable del comité de selección y decidió que las obras se expondrían ordenadas alfabéticamente de acuerdo al apellido del autor. En total se expusieron 2125 obras de 1200 artistas, lo que convirtió la exposición en la mayor de la historia de los Estados Unidos.
La obra más famosa que se le atribuye era un urinario que supuestamente Duchamp había comprado con Arensberg y Stella. Se pensaba que lo tumbó y pintó el nombre R. MUTT en él. R. Mutt aludía por una parte al Mott y a la tira cómica Mutt and Jeff y por otra la R. hacía referencia a Richard, «monedero» en jerga francesa.  Lo envió a la organización con los dos dólares de la inscripción y el título: Fuente. Según escribió Beatrice Wood, el objeto causó mucho revuelo entre algunos organizadores, que consideraban que era una broma o una indecencia. Se realizó una votación para determinar si habría que admitir el urinario en la exposición, que perdieron sus defensores. Duchamp y Arensberg dimitieron de la junta. El urinario se expuso en la galería 291 donde Stieglitz lo fotografió. Se desconoce cuál fue el destino de la obra. También se desconoce por qué Duchamp la presentó a la exposición. Según Tomkins, se podría tratar de una provocación dirigida a la facción que se tomaba más en serio el asunto. Años más tarde se descubrió, por una carta que le había enviado Duchamp a su hermana Suzzanne Duchamp el 11 de abril de 1917, que R Mutt en realidad una amiga suya, probablemente la baronesa Dadá, Elsa von Freytag-Loringhoven:

"Una de mis amigas, bajo el seudónimo masculino de Richard Mutt, envió un urinario de porcelana como escultura. No era para nada indecente - no había razón para rechazarlo, El comité ha decidido rechazarlo para mostrar esta cosa" ("One of my female friends under a masculine pseudonym Richard Mutt sent in a porcelain urinal as a sculpture. It was not at all indecent—no reason for refusing it. The committee has decided to refuse to show this thing.")

Por aquella época Duchamp, Roché y Wood publicaron The Blind Man donde reprodujo la fotografía que tomó Stieglitz junto al editorial The Richard Mutt Case en el que se hace énfasis en que el autor eligió la obra, lo que la convierte en arte. Cincuenta años más tarde, Duchamp diría «Les tiré el urinario en la cara y ahora lo admiran por su belleza estética».

### La guerra
En 1916 se originó el dadaísmo en Zúrich por un grupo de artistas que huían de la Primera Guerra Mundial. Según uno de sus fundadores, Tristan Tzara, el dadaísmo no era moderno en absoluto, y Duchamp lo asociaba a Jarry y Aristófanes. Declaraban que toda obra humana es arte y consideraban que la vida era más importante que el arte. Duchamp, que tampoco tenía ningún interés en ir a la guerra, compartía muchos puntos con los dadaístas suizos, pero aseguraba que lo que él y su círculo hacían en Nueva York «no era dadá». La diferencia estaba, según él, en que los dadaístas «libraban una batalla contra el público. Y cuando se está librando una batalla, resulta difícil reírse al mismo tiempo». El ambiente en Nueva York era más jovial. Sin embargo, a Duchamp y su grupo se los conoce como los dadaístas de Nueva York.
Por aquel tiempo empezó a dar clases de francés a Katherine Dreier, que estaría presente en los siguientes treinta años de su vida. Dreier, hija de inmigrantes alemanes adinerados, fue directora fundadora de la Sociedad de Artistas Independientes de 1916, y había votado en contra de la Fuente, pero tras la dimisión de Duchamp dijo que ella no le encontraba originalidad, pero que si le hubieran ayudado a verla los que sí la hacían, habría podido apreciarla. Más adelante le encargó un cuadro para su biblioteca. Duchamp tardó seis meses en hacer su primera pintura desde 1914. El resultado, que tituló Tu m' (que según Tomkins suele leerse como Tu m'emmerdes, o «tú me aburres»), es un cuadro retininano que al propio Duchamp no le gustaba. Fue el último lienzo que pintó en su vida.
Poco más tarde se iría sin embargo a Buenos Aires acompañado de Yvonne Chapel. Las razones, según una carta a Jean Crotti, parecen ser la tensión en el matrimonio Arensberg y las restricciones a causa de la guerra. No se sabe por qué eligió Argentina. Durante sus preparativos de viaje, Duchamp regaló sus obras a sus amigos, incluido un estudio del Gran vidrio que regaló a Roché y una miniatura de 7×5 cm de Desnudo bajando una escalera que regaló a las hermanas Stettheimer.

### Buenos Aires y París
Duchamp se embarcó junto a Chastel a bordo del Crofton Hall rumbo a Buenos Aires, donde llegarían veintiséis días más tarde con la intención de quedarse algunos años. A las tres semanas de su llegada le llegó la noticia de la muerte de su hermano Raymond Duchamp-Villon, que se había alistado voluntario y contrajo una fiebre tifoide con complicaciones en un hospital militar.
Según escribió a Crotti, a Duchamp Buenos Aires le pareció muy machista, pues la sociedad porteña no aceptaba a las mujeres solas. Además, escribió a Ettie Stettheimer «Buenos Aires no existe. No es más que una gran población provinciana con gente muy rica sin pizca de gusto que todo lo compra en Europa». Pero al mismo tiempo le gustaba, pues continuaba «Estoy muy contento de haber descubierto esta vida tan distinta... en la que encuentro placer en el trabajo». Compró un vidrio y empezó a trabajar en efectos que quería trasladar al Gran Vidrio. También trató de organizar una exposición cubista para introducir a los porteños en el arte moderno, para lo que pidió ayuda a su amigo Henri-Martin Barzun de París, que le debía traer treinta cuadros cubistas, poemas de Mallarmé y revistas de vanguardia. Barzun no colaboró y la exposición no prosperó.
Pero pronto dejó el trabajo de lado por el ajedrez. Compró revistas de ajedrez y estudió partidas de José Raúl Capablanca. En 1919 se apuntó a un club de ajedrez y empezó a jugar por correspondencia con Arensberg. Para Duchamp el ajedrez era «una obra maestra del cartesianismo» y «tan imaginativo que, a primera vista, ni siquiera parece cartesiano» y le atraía enfrentar las dos actitudes, la ajedrecística y la artística. Yvonne Chastel acabó cansándose del ajedrez y volviendo a París.
Katherine Dreier le hizo una visita y se volvió a Nueva York con dos obras de Duchamp. La primera era Estereoscopía a mano (Stéréoscopie à la main), que jugaba con el efecto estereoscópico: se trataba de dos fotografías en las que había dibujado un poliedro que al verse con un estereoscopio parecía flotar sobre el paisaje. La segunda era À regarder (de l'autre côte du verre), d'un oeil, de près, pendant presque une heure o Para mirar (desde el otro lado del vidrio), con un ojo de cera durante casi una hora, título que Dreier cambiaría por Equilibrio alterado (Disturbed balance). Se trataba de un vidrio en el que había aplicado la técnica de raspado del plateado, que consiste en raspar una base de mercurio para obtener las formas que se buscan. En el vidrio hay elementos que acabarían en el Gran Vidrio, como las láminas de oculista o las tijeras y otros, como la pirámide o la lupa.
El único ready-made que ideó en Buenos Aires fue un regalo que envió por correo a su hermana Suzanne con motivo de su boda con Jean Crotti. Les envió las instrucciones para colgar un libro de geometría con un cordel de una ventana para que el viento pasase sus páginas y aprendiese «por fin tres o cuatro cosas de la vida». Lo llamó Le ready-made malheureux (Ready made desdichado).
En 1919 se embarcó en el Highland Pride con rumbo a Southampton. Pasó un mes en Londres, tras lo que visitó la casa paterna de Ruan, y de allí fue a París. Encontró París poco cambiado, pese a la guerra. Los círculos artísticos jóvenes gravitaban alrededor de Apollinaire, que había sido licenciado del ejército con una grave herida en la cabeza que acabó por matarle antes del armisticio. Duchamp no expuso nada en el Salon d'Automme de 1919, pero se preocupó de que se expusieran diecinueve trabajos de Raymond, su hermano muerto. Fue en esta época cuando supo de la existencia de su hija, que estaba siendo criada por su madre, Jeanne Serre, y Henry Mayer, un financiero. No volvería a verla en más de cuarenta años.
Pero Duchamp tenía en mente regresar a Nueva York, cosa que hizo a finales de diciembre. Sin embargo, le dio tiempo de crear tres nuevos ready-mades: el Cheque Tzanck (Chèque Tzanck), L.H.O.O.Q. y Aire de Paris (Air de Paris).

### De vuelta en Nueva York
A su vuelta a Nueva York encontró que los Arensberg habían dejado de ser lo que eran, pues se encontraban en dificultades económicas. Junto a Dreier y Man Ray fundaron la Société Anonyme, Inc.. Duchamp insistía en que el arte moderno debía ser divertido, pues lo consideraba fundamental para reavivar el interés de Estados Unidos por las nuevas tendencias. La Société Anonyme organizó en los veinte años siguientes ochenta y cinco exposiciones e introdujo la obra de Archipenko, Kandinsky, Klee, Léger, Villon, Eilshemius, Mondrian y Schwitters a pesar de la falta de financiación.
Duchamp hizo trasladar el Gran Vidrio a su nuevo apartamento, y el polvo se acumuló en él. Man Ray hizo una fotografía del resultado que titularion Cultivo de polvo (Élevage de puissière). Después fijó el polvo de los conos, limpió el resto, pidió que plateasen la zona inferior y se dedicó a rasparla para obtener las tres láminas de oculista. También construyó su primera máquina óptica Rotative plaque verre (Optique de précision), que no consideraba arte. Esta exploración le llevó a interesarse por la cinematografía. Realizó una película de la baronesa von Freytag-Loringhoven afeitándose el pubis con efecto estereoscópico. La película se estropeó y solo se salvaron dos tiras que encajaban. En esta muestra se apreciaba el efecto estereoscópico. Por lo demás, jugaba mucho al ajedrez en el Marshall Chess Club, donde logró ganar en dos ocasiones a Frank Marshall en las partidas simultáneas que el maestro jugaba contra doce contrincantes.
En 1920 vio la luz por primera vez el alter ego de Duchamp Rose Sélavy. La elección del nombre se debe a que Rose le pareció el nombre más bobalicón de la época, y Sélavy un calambur de c'est la vie. Duchamp compró una french window (ventana francesa), cubrió los vidrios de cuero negro y pegó el título: Fresh widow copyright Rose Sélavy 1920 (Viuda fresca, copyright Rose Sélavy 1920). Man Ray fotografió a Duchamp vestido con un abrigo de piel y un sombrero cloche, toma que acompañaría a un frasco de perfume con la etiqueta Belle Haleine-Eau de Violette (Precioso aliento-Agua de velo). Duchamp también empleó el nombre de su alter ego femenino en un ready-made muy «rectificado»: Why Not Sneeze Rose Sélavy. Más adelante le añadió una R adicional al nombre, que pasó a ser Rrose Sélavy.
En junio de 1920 visitó París. Allí encontró al grupo dadaísta, encabezado por Tzara, Picabia y Breton y que incluía también a Jacques Rigaut, Louis Aragon, Paul Éluard, Gala, Theodore Fraenkel y Philippe Soupault. Duchamp acudió a varios actos, pero escribió a Ettie Stettheimer que «de lejos todos estos movimientos aparecen realzados por un atractivo del que carecen a corta distancia». En esta visita realizó un cortometraje junto a Man Ray que jugaba con efectos ópticos y creó un ready-made: La trifulca de Austerlitz (La bagarre d'Austerlitz). La visita fue breve, pues a principios de 1921 se embarcó de vuelta a Nueva York. Cuando le preguntaron por qué prefería vivir en Nueva York, cuando muchos artistas estadounidenses se estaba marchando a París, Duchamp respondió que los neoyorquinos estaban más dispuestos a dejarlo en paz.

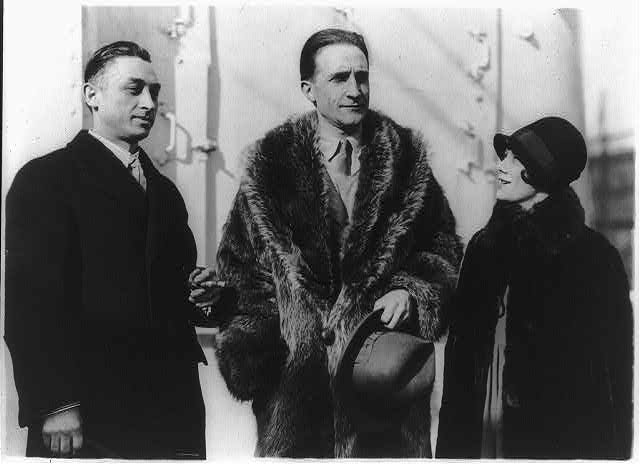
Duchamp con el matrimonio Hartl.

Fue una época de desapego de amistades, relaciones amorosas y trabajo. Ni concluía el Gran Vidrio ni empezaba obras nuevas y se negaba a repetirse. Editó una antología de Henry McBride; compró junto a su conocido Leon Hartl un taller de tintes, negocio que fracasó al cabo de seis meses, y ćonsiguió participar en unas partidas simultáneas contra Capablanca.
A principios de 1923 volvió a París. En esta ocasión no dio ningún motivo. Tomkins supone que Duchamp asociaba en este momento Nueva York a su sequía creativa. Antes de marcharse realizó un último ready-made: Wanted/$2,000 Reward, un cartel de «se busca» que había encargado a un impresor y en el que puso fotografías suyas de frente y perfil. Para entonces había decidido dejar el Gran Vidrio inacabado.

### Veinte años (casi ininterrumpidos) en París
En lugar de dirigirse directamente a París, Duchamp desembarcó en Bruselas, donde pasó cuatro meses jugando al ajedrez y participó en el Torneo de Bruselas, su primero de entidad, y en el que terminó en tercer lugar.
En París, Breton cimentó la leyenda francesa de Duchamp en su ensayo del número de octubre de Littérature. Breton, por lo demás, tuvo poca suerte atrayendo a Duchamp al movimiento surrealista. De hecho, aunque formó parte del jurado del Salon d'Automne, no se relacionó prácticamente con el bullicio artístico de París. Apenas recibió un encargo de Jacques Doucet de realizar una máquina óptica, en la que trabajó durante 1924 y que llamó Semiesfera giratoria (Rotative demi-sphère). Duchamp la realizó a cambio del coste de los materiales y del ingeniero que la confeccionó, y dejó claro que no quería que se expusiese. También destacó que no quería que se viese en la máquina otra cosa distinta a la óptica. Breton siguió publicando escritos —a menudo frases sueltas, como My niece is cold because my knees are cold (Mi sobrina tiene frío porque mis rodillas están frías)— de Duchamp/Rrose Sélavy en Litterature.
En 1924 participó en la película de veinte minutos de René Clair y Picabia Entr'acte, que se proyectó en una representación del ballet Relâche. Duchamp aparece en una escena jugando al ajedrez con Man Ray hasta que un chorro de agua interrumpe la partida. Más tarde participó en Cinésketch, en la que representó el papel de Adán, prácticamente desnudo a excepción de una hoja de parra y una barba postiza junto a Bronja Perlmutter, que representó el papel de Eva. A finales de 1925 invirtió parte de su herencia —sus padres murieron a principios de ese año— en una película, Anémic Cinéma, con calambures de Rrose Sélavy que giraban sobre unos discos.
Su principal ocupación, sin embargo, seguía siendo el ajedrez. Dejaba París durante semanas para participar en torneos. Jugó en la Riviera junto al equipo de Niza, y volvió a participar en el Torneo de Bruselas al año siguiente de su retorno a Europa. Quedó cuarto. Le invitaron al equipo que representaría a Francia en las primeras Olimpiadas de ajedrez, inoficiales, de 1924, donde Francia quedó séptima. Poco más tarde fue nombrado campeó de la Alta Normandía al ganar un torneo en Ruan. En esta época realizó su Bono para la ruleta de Montecarlo (Obligations pour la roulette d Monte-Carlo), en el que aparecía una fotografía suya tomada por Man Ray con la cara cubierta de espuma y formando dos cuernos. Estos bonos, valorados en 500 francos, prometían una rentabilidad del veinte por ciento. El dinero se invertía en un sistema que había desarrollado Duchamp para ganar en la ruleta. Las ganancias fueron escasas, sin embargo, pero los bonos se revalorizarían con el tiempo.
En 1925 participó en el campeonato de Francia de ajedrez. Duchamp diseño el cartel del acontecimiento. Acabó sexto, pero estuvo cerca de ganar al campeón, Robert Crepeaux.
En 1926 empezó su carrera como marchante de arte, oficio que desempeñaría durante dos décadas. En opinión de Tomkins, esto resulta «insólito», pues había despreciado largamente el oficio. Su objetivo era, decía, «ni salir ganando ni perdiendo, más un diez por ciento». No logró grandes beneficios.
Su primera intervención de envergadura fue la subasta de ochenta obras de Picabia. Después se interesó por las esculturas de Brancusi de John Quinn, recientemente fallecido. Tras adquirir 29 piezas, viajó a Estados Unidos para tratar de venderlas. Allí asistió a la primera exposición en la que se exhibió el Gran Vidrio, organizada por Dreier. Algo después de la venta, regresó a París. Allí trabajó vendiendo obras de arte de artistas afines, como Brancusi, a unos cuantos clientes, entre los cuales estaban los Arensberg.
Duchamp se casó, para sorpresa de sus conocidos, en 1927 con Lydie Sarrazin-Levassor, a la que había conocido por medio de Picabia. Duchamp escribió a propósito de su boda a Katherine Dreier «Me caso en junio. No sé cómo explicarlo, porque ha sido tan repentino que me resulta difícil de explicar. [Lydie] No es especialmente guapa ni atractiva, pero parece tener una mentalidad capaz de comprender cómo puedo sobrellevar el matrimonio». Tomkins opina que Duchamp contrajo matrimonio buscando la estabilidad económica que le ofrecía el padre de Lydie, fabricante de automóviles. Sin embargo, la pensión que le concedió a su hija fue de unos escasos 2500 francos. Aunque las primeras semanas fueron, según Lydie, que escribe «estuvimos muy unidos, muy íntimamente» y Duchamp, que escribe en una carta a Walter Pach «ha sido una experiencia encantadora hasta el momento y espero que siga así. Mi vida no ha cambiado en nada; tengo que ganar dinero, pero no para dos», en verano afloraron los problemas. Lydie era ajena al arte moderno, y no cuadraba con los amigos de Duchamp, por ejemplo cuando Crotti le pidió que posara desnuda. Tampoco sobrellevaba bien la afición de Duchamp por el ajedrez, que le tenía estudiando situaciones de juego hasta la madrugada. En una ocasión pegó los trebejos al tablero. Poco después Duchamp le dijo que se iba a jugar con Man Ray y que no volvería. Se continuaron viendo hasta que Duchamp le pidió el divorcio en octubre, que les fue concedido el 25 de enero de 1928.
Tras el divorcio, Duchamp continuó su relación con Mary Reynolds y siguió participando en torneos de ajedrez. En 1929 viajó con Dreier por España y Alemania. En el Torneo de Hyéres le concedieron el premio a la brillantez y en el Turnoi International de Paris de 1930 jugó con los mejores ajedrecistas del planeta. Terminó último, pero empató con Savielly Tartakower e hizo tablas con George Koltanowsky. Participó en varias competiciones con el equipo nacional francés, capitaneado por Alexander Alekhine, campeón mundial, perdiendo más partidas de las que ganó. Edward Lasker lo consideró «un jugador muy sólido». En 1933 participó en su último torneo de envergadura en Folkestone.
Como artista se puso a trabajar en la publicación de las notas que había realizado en relación con el Gran Vidrio, dado que el vidrio, sin ellas, resultaba incomprensible a simple vista, pues era una acumulación de ideas no solo visuales, sino también verbales. Reunió estas notas, junto con reproducciones de diecisiete obras anteriores y fotografías de Man Ray en una Caja verde, que contenía noventa y cuatro artículos.
Duchamp mantuvo una larga relación de amistad con numerosos artistas de la vanguardia europea y estadounidense. Entre ellos destaca Joan Miró, a quien conoció ya en 1917 en Barcelona y su relación se profundizó en los años 20 y 30. Un nuevo impulso llegó a través de Teeny, una de las personas por las que el catalán y su esposa Pilar tuvieron más estima. Teeny era el nombre coloquial de la segunda esposa de Duchamp, nacida Alexina Sattler (Cincinnati, 20 de enero de 1906-Villiers-sur-Grez, 20 de diciembre de 1995). Se había separado de Pierre Matisse, el conocido marchante de Miró en Nueva York, en 1948 y se había divorciado al año siguiente. Había conocido a Duchamp mucho antes, en 1923, y cuando se reencontraron en el otoño de 1951 comenzaron una relación que acabó en boda el 19 de enero de 1954. Ella aportó al matrimonio sus tres hijos, Paul, Jacqueline y Peter, los mismos para cuya habitación Miró había realizado un mural en 1939. Teeny aportó su propia colección mironiana, como demuestra una carta de Duchamp, en una carta de 5 de junio de 1956 a Roché se refiere a que Teeny está dispuesta a entregarle un Miró y un Rouault a cambio de un Duchamp que él desea recuperar. Una de las piezas era el dibujo Sin título (1946) (DDL 1074). En 1955 Duchamp se nacionalizó estadounidense.
Murió en Neuilly-sur-Seine en 1968.

## Obra
Después de 1915 pintó muy pocas obras, aunque continuó trabajando hasta 1923 en su obra maestra, La novia puesta al desnudo por sus solteros, incluso (1923, Museo de Arte de Filadelfia), una obra abstracta, conocida también como El gran vidrio (Le grand verre). Realizada en pintura y alambre sobre vidrio, fue recibida con entusiasmo por parte de los surrealistas.
La obra original se encuentra en el museo de Filadelfia y está agrietada, debido a un mal embalaje en el traslado al Museo de Brooklyn en 1926, única vez que se pudo contemplar en su estado original. Diez años después, el propio Duchamp restauró la pieza en casa de Katherine Dreier, en aquel momento su propietaria.
En el campo de la escultura fue pionero en dos de las principales rupturas del siglo XX: el arte cinético y el arte ready-made. Este último consistía simplemente en la combinación o disposición arbitraria de objetos de uso cotidiano, tales como un urinario (Fuente, 1917) o un portabotellas, que podían convertirse en arte por deseo del artista.
El ready-made introducía una fuerte crítica a la institucionalidad y el fetichismo de las obras de arte, provocando enormes tensiones incluso dentro del mismo círculo surrealista.
Su Rueda de bicicleta (el original de 1913 se ha perdido; tercera versión de 1951, Museo de Arte Moderno, Nueva York), uno de los primeros ejemplos de arte cinético, estaba montada sobre una banqueta
de cocina.
Además de su obra plástica, es muy importante destacar su afición a los juegos de palabras que muchas veces se encontraban presentes en los títulos de sus obras, produciendo una multiplicidad de hilarantes lecturas.
Su periodo creativo fue corto y después dejó que fueran otros los que desarrollaran los temas que él había ideado; aunque no fue muy prolífico, su influencia fue crucial para el desarrollo del surrealismo, el dadá y el pop art, y aún hasta nuestros días, se mantiene como el artista crucial para la comprensión de la posmodernidad.
Es frecuente desprender de las obras de Duchamp lecturas con contenidos explícitamente sexuales, en general, los análisis de su obra se mueven entre el psicoanálisis y los cuestionamientos académicos e institucionales de las artes plásticas.
Los últimos años de su vida, Duchamp preparó en secreto la que sería su última obra y que sería armada solo después de su muerte. Titulada Étant donnés: 1° la chute d'eau / 2° le gaz d'éclairage ("Dados: 1. La cascada, 2. El gas iluminador"), se trata de un ensamblaje que solo puede ser observado a través de una mirilla en una puerta de madera del museo de Filadelfia. Lo que ahí dentro se ve, es una parte del cuerpo de una mujer, acostada boca arriba con el rostro oculto, las piernas abiertas y sosteniendo una lámpara de gas suspendida en el aire frente un paisaje rural de fondo.
Existe otra "lectura" de la obra de Duchamp, y, por inclusión, de todo el llamado "arte moderno": Toda su obra es una burla al espectador, carente por completo de significado de ningún tipo.
Dalí se mofaba abiertamente de la "búsqueda de lecturas" de los críticos de arte moderno. Solía decir: "Esto que he hecho ni sé lo que es, pero está lleno de significado".

### Elready-made
El ready-made es un concepto difícil de definir incluso para el propio Duchamp, que declaró no haber encontrado una definición satisfactoria. Es una reacción contra el arte retiniano, esto es, el arte visual, por contraposición a un arte que se aprende desde la mente. Al crear obras de arte a partir de objetos simplemente eligiéndolos, Duchamp ataca de raíz el problema de determinar cuál es la naturaleza del arte y trata de demostrar que tal tarea es una quimera. En su elección, Duchamp trató de dejar al margen su gusto personal; los objetos escogidos le debían de resultar indiferentes visualmente, o retinianamente. Por esta razón limitó el número de ready-mades a crear. Sin embargo sabía que la elección es una manifestación del gusto propio. A este respecto declaró que fue un «jueguecillo entre mí y yo».

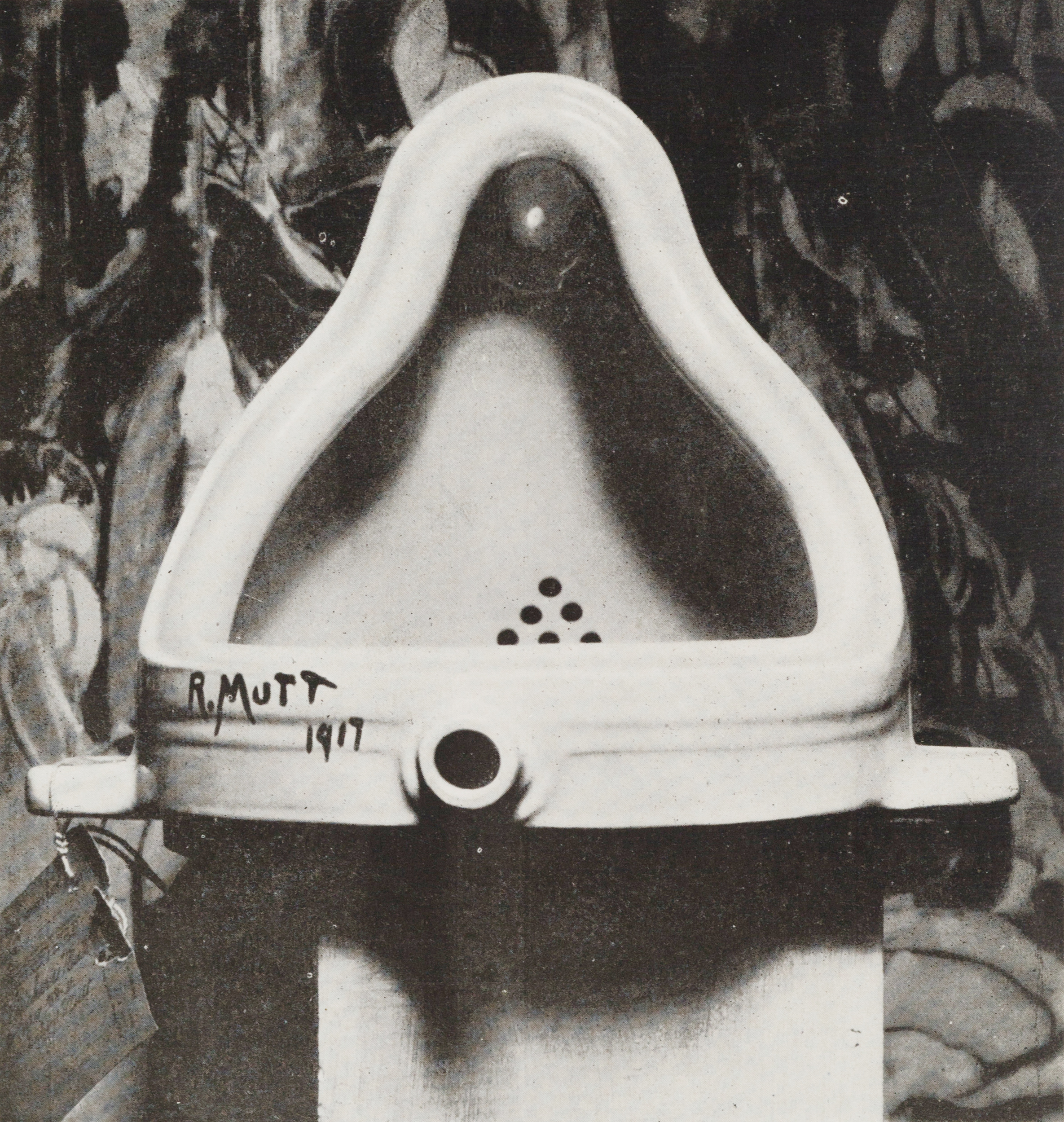
Fuente, 1917.

Retrospectivamente, se puede considerar el primer ready-made a Rueda de bicicleta sobre un taburete, aunque en su momento Duchamp no lo interpretó como tal, como tampoco hizo con Portabotellas. Estas dos obras, escogidas en París, se perdieron tras su traslado. El primer ready-made completamente auténtico es una pala quitanieves que colgó del techo mediante un hilo y tituló In Advance of the Broken Arm. Una semana más tarde compró un ventilador de chimenea y lo llamó Pulled at 4 Pins, que en inglés no tiene significado, pero cuya traducción al francés, tiré a quatre èpingles, se puede traducir como «de punta en blanco». A excepción de rueda de bicicleta y portabotellas, que como se ha indicado no son ready-mades propiamente dichos, estas obras suelen tener nombres que no guardan aparentemente ninguna relación con el objeto.

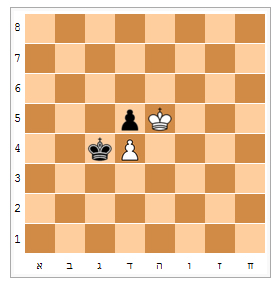
Posición de ajedrez conocida como trébucher (tropiezo), en la que Duchamp pudo inspirarse para crear su ready-made Trébuchet (perchero).

En primavera de 1916 eligió tres nuevos ready-mades. Peigne era un peine canino firmado con las iniciales M.D. Aunque el título es descriptivo, no lo es la inscripción que lo acompañaba: «3 ou 4 gouttes de hauteur n'ont rien a faire avec la sauvagerie» (3 o 4 gotas de altura no tienen nada que ver con el salvajismo). Como escribió el mismo día de su creación, con la inscripción pretendía transformar el acto en un acontecimiento para el futuro. Pliant... de voyage es una funda de máquina de escribir, lo que la convierte en la primera escultura blanda. À bruit secret (Un ruido secreto) es un ovillo de cordel entre dos láminas cuadradas de latón sujetas por cuatro tornillos. Duchamp le dijo a Arensberg que metiera dentro del ovillo un pequeño objeto, sin decirle cuál era, para que al agitarse este generara sonido. En las chapas de latón hay una inscripción ininteligible con palabras en inglés y francés incompletas y solapadas. En 1917 convirtió un anuncio de pintura Sapolin en el que modificó algunas letras en Apolinère Enameled, creando un ready-made rectificado, pues está modificado.
Más tarde firmó un cuadro de una escena de batalla del Café des Artistes, convirtiéndolo así en un ready-made. También dijo que se podría firmar el rascacielos Woolworth Building para convertirlo en un ready-made o usar un Rembrandt como tabla de planchar.
En 1917 escogió un tablón de madera con varias escuadras que había adquirido para colgar ropa pero que dejó en el suelo una temporada y con el que solía tropezar y lo clavó definitivamente en el suelo, llamándolo Trébuchet (Perchero), haciendo un juego de palabras con trébucher (tropiezo) Porte-chapeau era un perchero circular que sujetó del techo.
Su ready-made más famoso es probablemente Fuente (1917), presentado en la exposición de la Society of Independent Artists. En el editorial de Blind Man se hacía énfasis en que no tenía importancia si el autor lo había fabricado él mismo o no, sino que era el acto de la elección lo que transforma un artículo de fontanería en una obra artística, y crea un pensamiento nuevo para el objeto.
Durante un tiempo la autoría de su Fuente fue cuestionada. Irene Gammel en su biografía de Elsa von Freytag-Loringhoven  "Body Sweats: The Uncensored Writings of Elsa von Freytag-Loringhoven", atribuye la autoría a su biografiada basándose  en la carta que Duchamp escribió a su hermana en abril de 1917 donde decía «[…] una amiga, empleando el seudónimo de Richard Mutt, me envió un urinario de porcelana a modo de escultura». La autora de la biografía ha sido incapaz de aportar pruebas de que Duchamp y Elsa von Freytag-Loringhoven se conociesen antes de 1919. En realidad la obra fue presentada por Louise Norton (una poeta dadaísta y amiga cercana de Duchamp) cuya dirección es discernible en la etiqueta atada a la obra visible en la fotografía de Alfred Stieglitz, única imagen que se conserva del urinario de 1917. Norton se encargo de llevar la obra siguiendo las instrucciones de Duchamp dado que el mismo era parte del jurado Society of Independent Artists.
Escultura de viaje (Sculpture de voyage) es una obra realizada con gorros de baño cortados en tiras, pegados y clavados a su pared que realizó poco antes de partir hacia Buenos Aires.